# Anders als die Andern
Anders als die Andern (česky Jinak než ti ostatní) je německý hraný film z roku 1919, který režíroval Richard Oswald. Film vznikl na podporu práv homosexuálů.

## Děj
Houslový virtuos Paul Körner je vydírán prostitutem Franzem Bollekem. Když Körner odmítne platit další peníze, Bollek ho udá za porušení § 175. Následuje soudní proces, během kterého Magnus Hirschfeld (hraje sám sebe) pronese plamennou řeč za přijetí a toleranci vůči homosexuálům. Franz Bollek je odsouzen za vydírání. Paul Körner je odsouzen za porušení § 175. Jeho pověst je zničená. Dostane se do společenské izolace a nakonec spáchá sebevraždu, protože nevidí východisko ze své situace. Na konci filmu má Magnus Hirschfeld přednášku o právech homosexuálů.

## Okolnosti vzniku filmu
Film jako první otevřeně zobrazoval homosexualitu. Vznikl v době, kdy v Německu neexistovala žádná státní cenzura, neboť ji Rada lidových představitelů během listopadové revoluce v roce 1918 zrušila. Filmu vzniklo 40 kopií a jeho uvedení podnítilo veřejnou debatu, v níž se konzervativně smýšlející obyvatelstvo dožadovalo opětovného zavedení cenzury pod záminkou ochrany mládeže. Pod vlivem antisemitismu byli doktor Hirschfeld a režisér Oswald, oba židé, obviňováni z propagace homosexuality jakožto židovské neřesti.
Když byla 12. května 1920 znovu zavedena filmová cenzura, byl film téhož roku zakázán a kopie byly zničeny. Magnus Hirschfeld natočil v roce 1927 dokumentární film Gesetze der Liebe s tématem homosexuality, ve kterém použil části filmu Anders als die Andern. Tento film byl cenzurou také zakázán, nicméně jedna kopie se dostala neznámo jak až na Ukrajinu a byla opatřena ukrajinskými titulky. Tuto verzi objevilo Mnichovské městské muzeum na konci 70. let.
V roce 1982 byla tato verze uvedena na 1. Gay-lesbickém filmovém festivalu ve Frankfurtu nad Mohanem. Ukrajinské titulky byly přeloženy. Původní verze Anders als die Andern se nezachovala. Větší část filmu je neodvratně ztracena, zůstalo pouze torzo o délce 40 minut. V říjnu 2006 vydalo film na DVD Filmmuseum Mnichov.

## Obsazení
| Conrad Veidt        | Paul Körner          |
| Fritz Schulz        | Kurt Sivers          |
| Reinhold Schünzel   | Franz Bollek         |
| Leo Connard         | Paulův otec          |
| Ilse von Tasso-Lind | Paulova matka        |
| Ernst Pittschau     | Paulův bratr         |
| Alexandra Wiellegh  | jeho žena            |
| Wilhelm Diegelmann  | Kurtův otec          |
| Clementine Plessner | Kurtova matka        |
| Anita Berber        | Else, Kurtova sestra |
| Helga Molander      | paní Hellborn        |
| Magnus Hirschfeld   | sám sebe             |